# Charens
Charens é uma comuna francesa na região administrativa de Auvérnia-Ródano-Alpes, no departamento de Drôme. Estende-se por uma área de 13,47 km². Em 2010 a comuna tinha 28 habitantes (densidade: 2,1 hab./km²).